# Eleccions al Landtag de Baviera de 2008
Les eleccions al Landtag de Baviera de 2008 se celebraren el 28 de setembre de 2008. La CSU va perdre per primer cop després de 46 anys, des de les eleccions de 1962, la majoria absoluta dels escons al Parlament bavarès. Recollint gran part dels seus vots va entrar-hi com a tercera força el partit dels Votants Lliures.
| Partit | Partit                                  | Ideologia                           | Vots % (canvi) | Vots % (canvi) | Escons (canvi) | Escons (canvi) | Escó % |
| ------ | --------------------------------------- | ----------------------------------- | -------------- | -------------- | -------------- | -------------- | ------ |
|        | Unió Social Cristiana de Baviera (CSU)  | democràcia cristiana                | 43,4%          | -17,3%         | 92             | -32            | 49,2%  |
|        | Partit Socialdemòcrata d'Alemanya (SPD) | socialdemocràcia                    | 18,6%          | -1,0%          | 39             | -2             | 20,9%  |
|        | Votants Lliures (FW)                    | conservadorisme popular             | 10,2%          | +6,2%          | 21             | +21            | 11,2%  |
|        | Aliança 90/Els Verds                    | Ecologisme                          | 9,4%           | +1,7%          | 19             | +4             | 10,2%  |
|        | Partit Democràtic Lliure (FDP)          | liberalisme/centrisme               | 8,0%           | +5,4%          | 16             | +16            | 8,6%   |
|        | Die Linke                               | socialisme democràtic/eurocomunisme | 4,3%           | +4,3%          | 0              | +0             | 0%     |
|        | Partit Ecologista Democràtic (ÖDP)      | ecologisme, centredreta             | 2,0%           | +0,0%          | 0              | +0             | 0%     |
|        | Die Republikaner                        | extrema dreta                       | 1,4%           | -0,9%          | 0              | +0             | 0%     |
|        | Partit Nacional Democràtic (NPD)        | extrema dreta, nacionalista         | 1,2%           | +1,2%          | 0              | +0             | 0%     |
|        | Bayernpartei (BP)                       | centredreta, secessionisme          | 1,1%           | +0,3%          | 0              | +0             | 0%     |
|        | Altres                                  |                                     | 0,4%           | +0,0%          | 0              | +0             | 0%     |
|        | Total                                   |                                     | 100,0%         |                | 187            | +7             | 100,0% |